# Limoniscus wittmeri
Limoniscus wittmeri là một loài bọ cánh cứng trong họ Elateridae. Loài này được Chassain miêu tả khoa học năm 1998.